# Барбан, Ефим Семёнович
Ефим Семёнович Барбан (род. 21 января 1935, Москва) — российский и британский журналист, писатель, музыкальный критик, теоретик джаза, один из его первых исследователей в СССР, ведущий специалист по современному джазу, автор 15 книг. Музыкальный обозреватель радио Би-би-си (Лондон, Великобритания, 1985—2007), где выступал под псевдонимом Джеральд Вуд.

## Биография
Окончил английское отделение филологического факультета Санкт-Петербургского государственного университета (1964). Участвовал в создании в Ленинграде первого российского джаз-клуба «Д-58» (1958), став компетентным и авторитетным лектором по истории и теории джаза. Читал лекции в джаз-клубе «Квадрат» (основан в 1964), организовал выпуск одноименного самиздатского машинописного журнала (1966 −1984) — с 1971 г. единолично выпускал в Ленинграде этот теоретический джазовый журнал (до 1984 г.). В 1979 г. основал «Клуб современной музыки», где вел семинары и читал лекции о джазе. Участвовал в научных музыкальных конференциях (Таллин, Новосибирск, Ленинград). В октябре 1984 г. эмигрировал в Великобританию. С 1985 г. сотрудник Русской службы Би-би-си. Под псевдонимом Джеральд Вуд вёл программы «Музыкальная студия» (1987—1997) и «Джаз-клуб» (1997—2007), вёл на Би-би-си историко-философскую программу «Контекст». Лондонский корреспондент газеты «Московские новости» (1997—2007). Лауреат премии Союза журналистов Москвы (2000). Сотрудничал с журналами «The New Times» и «Огонёк». Координатор научного симпозиума «Современная музыка», Новосибирск, 16-19 февраля 1978 г. и научно-практической конференции «Современный джаз в музыкальной культуре», Санкт-Петербург, 28 — 29 ноября 2012 г.
В своих работах Ефим Барбан использует междисциплинарный (в основном культурологический) метод исследования, разрабатывает вопросы эстетики и философии джаза, проблемы импровизации, стилистики, семантики и слушательского восприятия. Им разработаны теории джазовой импровизации и свингообразования в джазе.
Лауреат премии имени Андрея Белого, первой независимой премии в СССР (1981) — получена за книгу «Черная музыка, белая свобода» Архивная копия от 5 мая 2017 на Wayback Machine.

Новый джаз — это музыкальная лаборатория, в которой проводятся глубинные исследования и где происходят, возможно, не тотчас заметные изменения человеческой сущности, которые определяют сегодня лик нашего мира. В будущем, убеждён, новый джаз станет неким зародышем европейской музыкальной культуры, синтезирующей и «черный» джаз, и «белый», и все нынешние музыкальные эксперименты".
Ефим Барбан. Речь при получении премии им. Андрея Белого

## О нём
- «В комплексе эти разнообразные по форме материалы дают очень ёмкий и живой портрет самого автора — эрудированнейшего музыковеда, одного из ведущих мировых теоретиков джаза, острого полемиста, внимательного, тонкого, но при этом весьма принципиального критика. Теоретические построения Барбана отличаются железной логикой рассуждений, привлечением к доказательной базе гигантского по объему и разнообразнейшего по содержанию материала. Исследуя феномен свинга, Ефим Барбан убедительно полемизирует с такими видными джазовыми специалистами, как француз Андре Одэр, немец Йоахим-Эрнст Берендт, американец Маршалл Стёрнз. Дискуссию эту читаешь, как захватывающий детектив…» Леонид Аускерн. Из рецензии на книгу Еф. Барбана «Джазовые опыты» Архивная копия от 18 апреля 2017 на Wayback Machine, «Jazz-Квадрат», № 1, 2008 г.
- «При знакомстве с „Портретами“ и „Диалогами“ по-прежнему удивляет энциклопедическая эрудиция автора и чрезвычайно уместное, то есть органичное (иногда ироничное), её использование в джазовом контексте. Заинтересованного читателя не покидает впечатление безграничного арсенала самой разной информации из области психологии, истории, литературы, эстетики и прочих гуманитарных наук. В сочетании с неистощимым словарным запасом, виртуозной стилистикой и профессиональным критическим методом все эти компоненты, сплавленные в единый опус, образуют некое подобие музыкальной композиции, в которой все элементы „гармонической вертикали“ тщательно сбалансированы. И всё-таки это ДЖАЗОВАЯ композиция, которая в каждом из кратких очерков содержит столь мощную энергетику и несравненный „барбановский драйв“, что заставляет раз за разом свинговать джазового читателя». Геннадий Сахаров. «Jazz-Квадрат», октябрь 2006 г.
- «На мой взгляд, главную ценность представляют исследования, посвящённые эстетическим аспектам теории джаза — понятию свинга, джазовым коммуникациям, определению границ джаза, происхождению содержательности джазового музицирования. Несомненная временная привязка к периоду бурного расцвета фри-джаза и надежд, связанных с эти процессом, приводит к некоторым издержкам по отношению к сбалансированности всей системы рассуждений. Но это совершенно не умаляет того абсолюта, который появляется в результате и который на основе системного и семиотического анализа даёт результат, далеко превосходящий большинство банальных историографических описаний джазовых событий»… Михаил Митропольский, «Пятикнижие Ефима Барбана». Полный джаз — Выпуск #3 (401), 22 фев. 2008 г.
- «Ефим Семёнович прекрасно знал как классическую, так и современную джазовую и импровизационную музыку и был, наверное, единственным музыкальным критиком в СССР, кто понимал и разбирал наши программы от начала до конца, всегда точно указывал нам на наши ошибки, на что мы должны обратить больше внимания. Во время этих посиделок мы иногда, благодаря Барбану, оттачивали нашу программу не хуже, чем во время репетиций». Владимир Тарасов. «Трио». Baltos Lankos. 1998. С.83.
- «С критикой джазовой неважно всё сегодня. Был у нас один человек, который в авангардном искусстве собаку съел — Ефим Барбан. Барбан — большая умница, светлая голова, талантливый публицист. Написал много книг, выпустил хороший джазовый словарь, сделал выборку из нашего рукописного издания „Квадрата“, выпустил беседы со многими личностями, с которыми он встречался — с классическими, авангардными, традиционными джазовыми музыкантами. У него много книг, и они все интересные. Я считаю, это самый умный человек у нас, среди критиков. Сейчас он на английской пенсии, редко появляется, но приезжает иногда сюда. Я рекомендую всем кто хочет, например, научиться писать рецензии на музыкальные альбомы, прочесть, как они написаны у Барбана — а они написаны на высочайшем уровне». Владимир Фейертаг Джазовые заметки, часть 3. Специальное радио, 6 сентября, 2016 г. https://specialradio.ru/art/dzhazovye-zametki-chast-3-kak-ya-izmenil-mir-efim-barban-dzhaz-iniciativa/ Архивная копия от 16 октября 2017 на Wayback Machine

## Книги
- Черная музыка, белая свобода. Музыка и восприятие авангардного джаза (написана в 1977 г. и стала популярна в самиздате в виде рукописи). Издательство Уральского университета, Екатеринбург (2002). Второе издание — Композитор • Санкт-Петербург (2007).
- Контакты. Собрание интервью (2006)
- Джазовые опыты (2007)
- Джазовые диалоги. Интервью с музыкантами современного джаза (2006 и 2010)
- Джазовые портреты, т. 1 (2006)
- Джазовые портреты, т. 2 (2010)
- Современный джаз в музыкальной культуре. Редактор-составитель Е. С. Барбан (2013)
- Джазовый словарь (2014)
- Квадрат. Из истории российского джаза. Редактор-составитель Е. С. Барбан (2015)
- Английский архив (2015)
- Джазовый вокал: музыкальные портреты (2017)
- Искусство возможного. От Мессиана до Штокхаузена (2018)
- Колесо фортуны. От Паваротти до Хворостовского (2019)
- Джазовые контакты. От Дюка Эллингтона до Орнетта Колмана (2021)
- Российский джаз: люди и репутации (2022)
- Джазовый словарь, 2-е изд., испр. и доп. (2023)

(Все книги изданы в СПб: Композитор • Санкт-Петербург.)